# Benzyldimethylamin
Benzyldimethylamin ist eine chemische Verbindung aus der Gruppe der Aminoverbindungen.

## Gewinnung und Darstellung
Benzyldimethylamin kann durch Reaktion von Benzylamin mit Methanol in Gegenwart von Chlorwasserstoff als Katalysator gewonnen werden.
Auch die Darstellung durch Reaktion von Benzylchlorid mit Dimethylamin ist möglich.

## Eigenschaften
Benzyldimethylamin ist eine entzündliche, wenig flüchtige, farblose Flüssigkeit mit übelriechend aminartigem Geruch, welche schwer löslich in Wasser ist. Seine wässrige Lösung reagiert alkalisch. Sie besitzt bei 20 °C eine Viskosität von 3 mPa·s.

## Verwendung
Benzyldimethylamin wird zur Herstellung von Polyurethanlacken, -beschichtungen, -schaumstoffen und -vergussmassen und als Zwischenprodukt in organischen Synthesen verwendet. Es dient weiterhin in der Elektronenmikroskopie als sogenannter Maraglas-Katalysator.

## Sicherheitshinweise
Die Dämpfe von Benzyldimethylamin können mit Luft ein explosionsfähiges Gemisch (Flammpunkt 55 °C, Zündtemperatur 410 °C) bilden.